# Bojkovice město
Bojkovice město – przystanek kolejowy w Bojkovicach, w kraju zlińskim, w Czechach. Znajduje się na wysokości 285 m n.p.m.
Na przystanku nie ma możliwość zakupu biletów, a obsługa podróżnych odbywa się w pociągu. 

## Linie kolejowe
- 341 Staré Město u Uh.Hradiště - Vlárský průsmyk